# Selva de tierras bajas del Congo noroccidental
La selva de tierras bajas del Congo noroccidental (AT0126) es una ecorregión de la ecozona afrotropical, definida por WWF, que se extiende entre Camerún, Gabón, la República Centroafricana y la República del Congo.
Forma, junto con la selva pantanosa del Congo occidental, la región denominada selva húmeda del oeste de la cuenca del Congo, incluida en la lista Global 200.

## Descripción

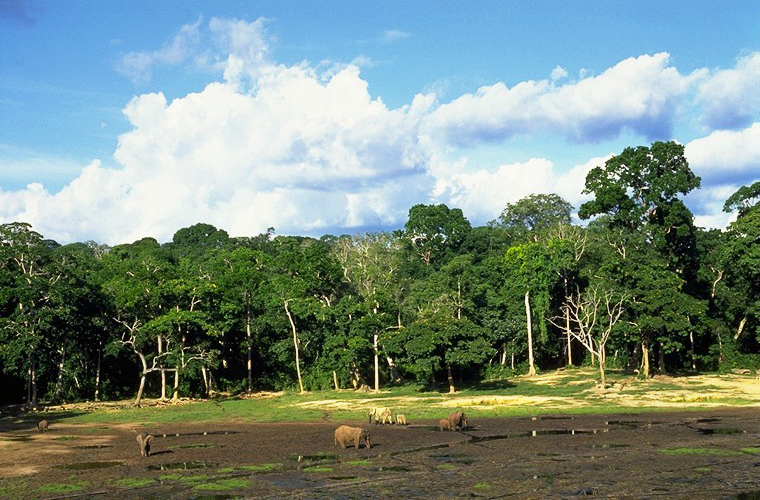

Es una ecorregión de selva lluviosa que ocupa 434.100 kilómetros cuadrados en el sureste de Camerún, el suroeste de la República Centroafricana, el este de Gabón y el norte y oeste de la República del Congo. 
Limita al norte con el mosaico de selva y sabana del norte del Congo, al sur con el mosaico de selva y sabana del Congo occidental, al este con la selva pantanosa del Congo occidental y al oeste con la selva costera ecuatorial atlántica.

## Flora
Hay muchos tipos de plantas en las selvas sobre todo y no cabe mencionar a la selva del Congo.

## Fauna
Alberga importantes poblaciones de gorila occidental de llanura (Gorilla gorilla gorilla), de elefante de selva (Loxodonta cyclotis), de okapi(Okapia johnstoni).

## Estado de conservación
Vulnerable. Las principales amenazas son las concesiones madereras, la expansión de la agricultura y la caza para consumo.